# Lechriodus fletcheri
Lechriodus fletcheri är en groddjursart som först beskrevs av George Albert Boulenger 1890.  Lechriodus fletcheri ingår i släktet Lechriodus och familjen Limnodynastidae. IUCN kategoriserar arten globalt som livskraftig. Inga underarter finns listade i Catalogue of Life.